# 特魯多柳比夫卡 (哈爾科夫州)
49°54′3″N 35°14′22″E / 49.90083°N 35.23944°E
特魯多柳比夫卡（烏克蘭語：Трудолюбівка）是位於烏克蘭東部的村莊，由哈爾科夫州博霍杜希夫區的科洛馬克市鎮負責管轄。該村始建於1775年，面積0.47平方公里，海拔高度119米，2001年人口43，人口密度每平方公里91.5人。